# Curaçao (liquore)
Il curaçao (pronuncia italiana: /kurasˈso/), talvolta adattato in italiano come curassò, è un liquore a base di scorze di laraha, un tipo di arancia dal caratteristico sapore amaro che cresce a Curaçao, isola caraibica del Regno dei Paesi Bassi.  Tale pianta è una varietà di arancia amara non nativa dell'isola, ma importata dagli spagnoli. Il suolo povero di nutrienti e il clima arido di Curaçao hanno cambiato il gusto iniziale del frutto, creando questa varietà (laraha).

## Descrizione
Scoperto per caso, il liquore fu affinato e commercializzato da una famiglia spagnola dell'isola di Curaçao, la famiglia Senior, nel corso del XIX secolo.
Per fabbricare il liquore vengono fatte essiccare le scorze d'arancia, in modo da far sprigionare i dolci oli essenziali. Successivamente vengono fatte macerare in alcool, zucchero e acqua per diversi giorni per poi filtrare il tutto e aggiungendo alcune spezie.
Il liquore ha un deciso gusto di arancia con gradazione alcolica e amarezza variabili a seconda del produttore. Il colore è generalmente trasparente, ma vengono spesso commercializzate versioni colorate di verde, rosso, arancione e, soprattutto, blu.
Il blue curaçao è utilizzato principalmente per cocktail esotici come lo Swimming Pool e l'Angelo azzurro.